# توکل کرمان
توکل عبدالسلام خالد کَرمان (متولد ۷ فوریهٔ ۱۹۷۹ در استان تعز در یمن)، روزنامه‌نگار، فعال سیاسی، مدیر سازمان زنان روزنامه‌نگار رها از بند و قبل از آن شاعر و ادیب بود. او از نظری فکر به حرکت اسلامی یمن متمایل بوده و از معروف‌ترین مدافعان آزادی بیان و حقوق زنان و حقوق بشر در یمن است.
کرمان، دختر وزیر دادگستری سابق یمن، عبدالسلام خالد کرمان است. وی در سال ۲۰۱۱ میلادی برنده جایزه نوبل صلح شد. او اینک عضو شورای مرکزی حزب «انجمن اصلاح یمن» است که نماینده اخوان المسلمین یمن است.
توکل کرمان ریاست گروهی به نام «زنان روزنامه‌نگار رها از بند» را برعهده دارد و دریافت جایزه صلح نوبل را یک پیروزی برای فعالان سیاسی درگیر در تظاهرات اعتراضی ضد دولتی توصیف کرده است.

## دیدگاه‌ها

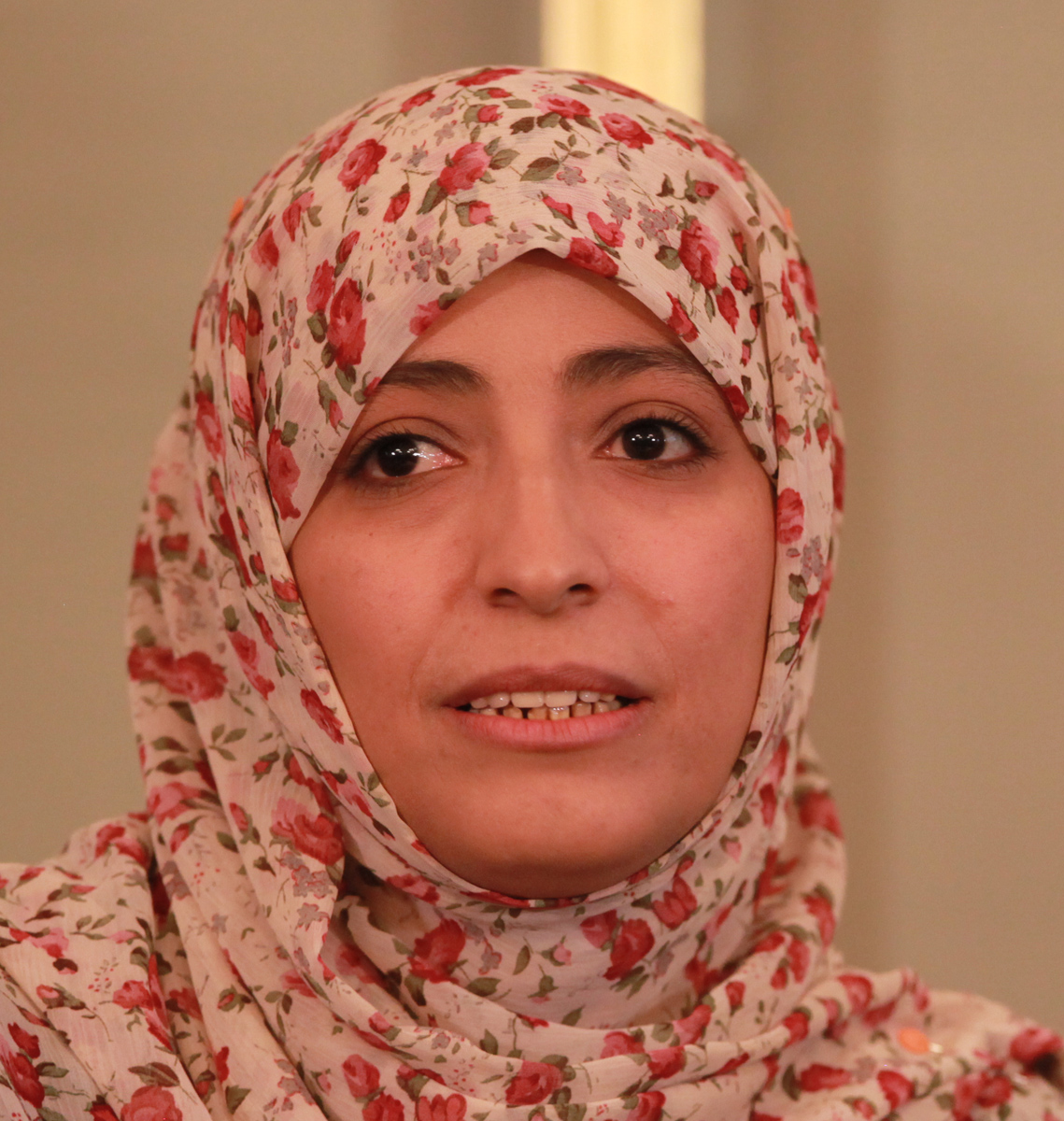
در سال۲۰۱۱

این سخنان خانم کرمان در مصاحبه با وال‌استریت‌ژورنال است: «من متوجه شده‌ام که داشتن روبنده (نقاب) در محل کار و مراکز عمومی برای زنان مناسب نیست. مردم نیاز دارند که شما را ببینند، با شما همکاری کنند و ارتباط داشته باشند. در دین من بیان نشده است که باید روبنده (نقاب) داشت، از نظر من این فقط یک سنت است.»
توکل کرمان در جواب خبرنگاری که پرسیده بود؛ شما چرا حجاب دارید، در حالی که فرد با شعور و تحصیل کرده‌ای هستید؟! پاسخ داد: «در اوایل این جهان، انسان کاملاً برهنه بود، اما زمانیکه وی شعور یافت شروع به پوشیدن لباس کرد. چیزی که من امروز هستم و آنچه را که می‌پوشم، بلندترین نقطه تفکر و تمدن انسانیت است نه عقب ماندگی. اما اگر انسانها دوباره همانند روزهای اولی جهان آغاز به دریدن و دور انداختن پوشش خود کنند، این بازگشت به گذشته و عقب ماندگی است.»

### واکنش کرمان پس از دریافت نوبل

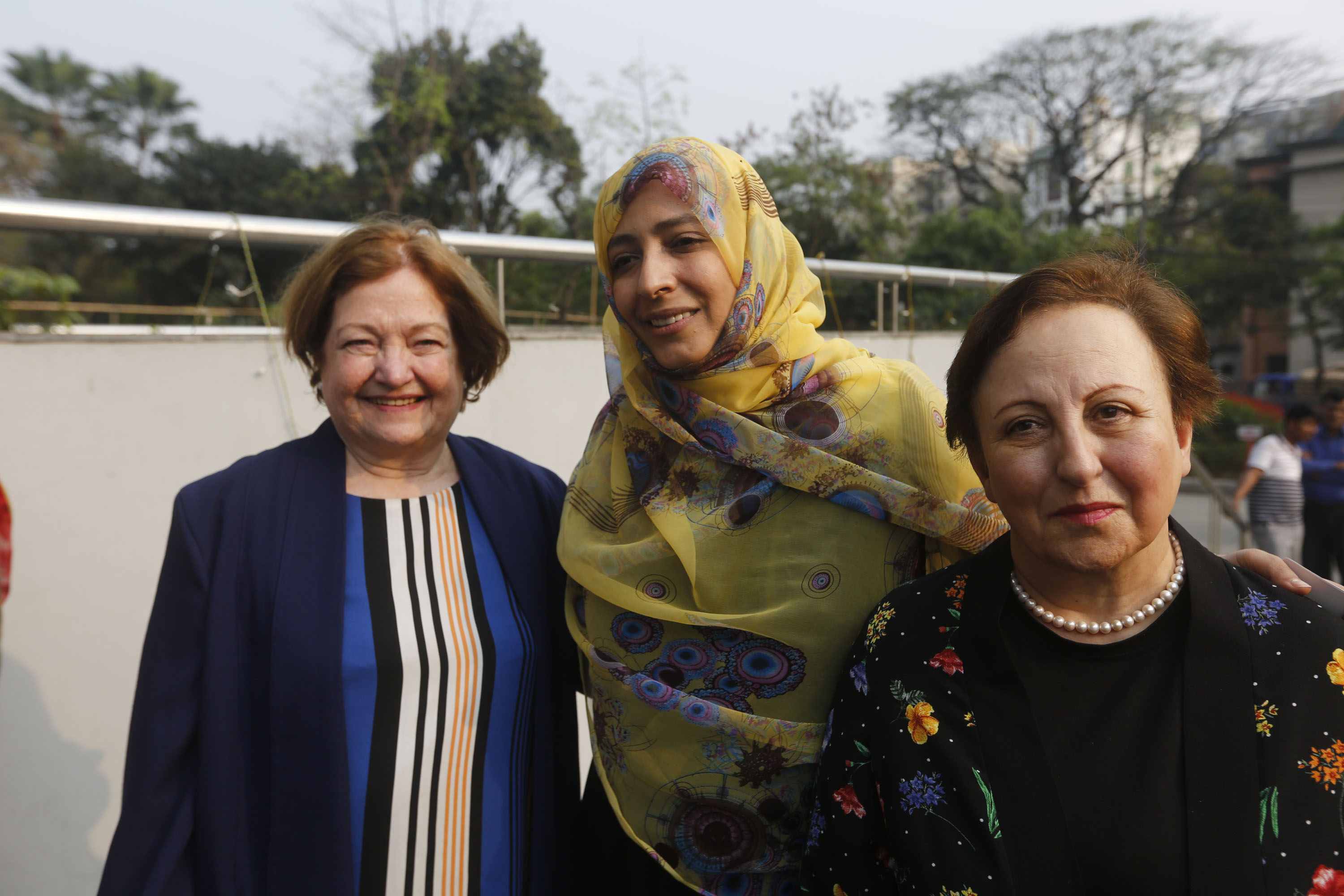
همراه با شیرین عبادی و مایرید ماگوایر در سال ۲۰۱۸

کرمان در نخستین واکنش به اهدای این جایزه در مصاحبه با شبکه الجزیره گفت که جایزه صلح نوبل متعلق به تمامی انقلابیون و شهدا و مجروحان انقلاب یمن و انقلاب‌های دیگر کشورهای عربی است. وی همچنین این جایزه را تقدیر از همه زنان عرب و مسلمان دانست.

## جوایز

توکل کرمان، آلین جانسون و لیما گبووی

- کسب نوبل صلح ۲۰۱۱ میلادی به همراه آلین جانسون سیرلیو رئیس‌جمهور لیبریا و لیما غوبوی فعال سیاسی لیبریایی. او چهارمین فرد عرب و اولین زن عرب است که برنده جایزه نوبل می‌شود.
- انتخاب بعنوان انقلابی‌ترین زن تاریخ از سوی مجله تایم
- انتخاب بعنوان یازدهمین فرد تأثیرگذار جهان در سال ۲۰۱۱ میلادی از سوی مجله تایم
- قرار گرفتن در بین ۵۰۰ چهره قدرتمند جهان [نیازمند منبع]
- کسب جایزه شجاعت از سوی سفارت آمریکا [نیازمند منبع]
- انتخاب بعنوان یکی از هفت زنی که جهان را تغییر دادند از سوی خبرنگاران بدون مرز [نیازمند منبع]
- مورد قدردانی قرار گرفتن از سوی وزارت فرهنگ یمن بعنوان یکی از زنان پیشتاز [نیازمند منبع]